# Bert van Vlaanderen
Albert van Vlaanderen, detto Bert (25 novembre 1964), è un ex maratoneta olandese.

## Palmarès

### Mondiali
- 1 medaglia:
  - 1 bronzo (Stoccarda 1993 nella maratona)

## Altre competizioni internazionali
1991
- 8º alla Maratona di Berlino ( Berlino) - 2h12'47"
- 8º alla Maratona di Rotterdam ( Rotterdam) - 2h12'48"

1992
- 4º alla Maratona di Rotterdam ( Rotterdam) - 2h11'53"

1993
- 6º alla Maratona di Rotterdam ( Rotterdam) - 2h13'17"

1994
- 5º alla Maratona di Berlino ( Berlino) - 2h10'47"

1995
- Argento alla Maratona di Rotterdam ( Rotterdam) - 2h10'36"

1996
- 5º alla Maratona di Amsterdam ( Amsterdam) - 2h17'00"

1997
- 8º alla Maratona di Torino ( Torino) - 2h13'45"

1998
- 6º alla Maratona di Rotterdam ( Rotterdam) - 2h10'27"